# 1033
1033 (MXXXIII) je bilo navadno leto, ki se je po julijanskem koledarju začelo na ponedeljek.

## Dogodki
- Rimsko-nemški cesar Konrad II. se da kronati za kralja Burgundije (Arlesa). S tem je kraljevina Burgundija v personalni uniji s Svetim rimskim cesarstvom, medtem ko je bila vojvodina Burgundija zasedena s strani Francije že od leta 1003.
- Poljska: po smrti Otona Boleslavoviča nominalni poljski vojvoda Mješko II. še onemogoči rivala Dytryka in ponovno postane nesporni poljski vojvoda. 1034 ↔

## Rojstva
- Anzelm iz Canterburyja, italijansko-angleški filozof, teolog in nadškof Canterburyja († 1109)
- Cheng Yi, kitajski neokonfucijanski filozof († 1107)
- Donald III., škotski kralj († 1099)
- Teobald iz Provanse, francoski puščavnik, svetnik († 1066)

## Smrti
- 3. marec - Kunigunda Luksemburška, žena rimsko-nemškega cesarja Henrika II., svetinca (* 975)
- Ibn Al-Thahabi, arabski zdravnik in enciklopedist